# USS Recruit (TDE-1)

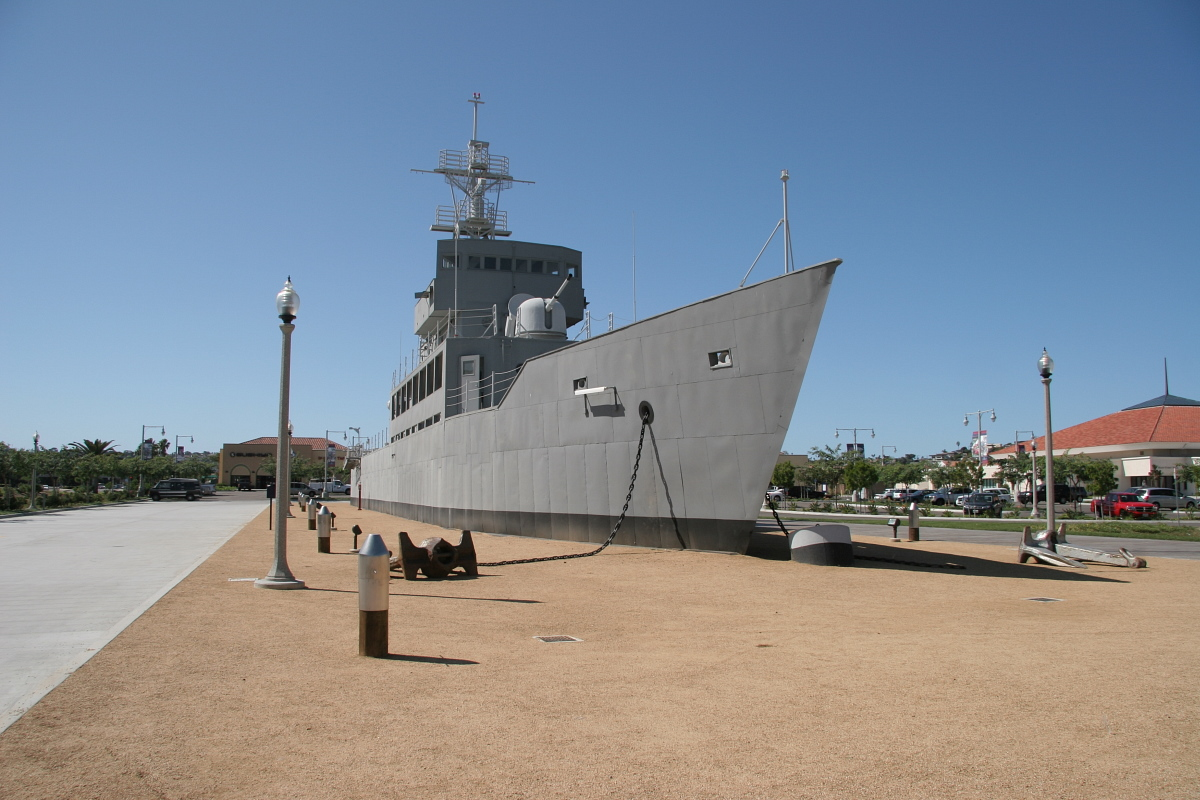
USS "Recruit" (TDE-1)

USS Recruit (TDE-1) – amerykański "okręt" szkolny. Zbudowany na lądzie w skali 1 do 3 był kopią niszczyciela eskortowego. Wszedł do służby 27 lipca 1949 i służył przez 18 lat jako jedyny "okręt" zbudowany na lądzie, który został oficjalnie przyjęty do służby. "Pływając" po morzu betonu w Morskim Centrum Szkoleniowym (ang. Naval Training Center) w San Diego wyszkolił ponad 50 000 marynarzy w podstawach służby okrętowej i procedur pokładowych używanych na okrętach. Przeprowadzano szkolenia ze służby na mostku i wiele innych, ale nie prowadzono szkoleń z obsługi silników i śrub. Wycofany oficjalnie ze służby w marcu 1967, ale używany do celów szkolnych do momentu zamknięcia bazy w 1997.